# Sobów
Sobów – wieś w Polsce położona w województwie świętokrzyskim, w powiecie opatowskim, w gminie Ożarów.
| SIMC    | Nazwa                | Rodzaj    |
| ------- | -------------------- | --------- |
| 1018380 | Poręba Wojciechowska | część wsi |
| 0802768 | Sobów-Folwark        | część wsi |
| 0802774 | Sobów-Kolonia        | kolonia   |

W latach 1975–1998 miejscowość administracyjnie należała do województwa tarnobrzeskiego.
Przez miejscowość przebiega droga wojewódzka nr 755.